# Euryzygoma dunense
Euryzygoma dunense és una espècie extinta de mamífer diprotodont de la família dels diprotodòntids que visqué al continent australià des del Pliocè inferior fins al Plistocè inferior, fa entre 11.700 anys i 5,3 milions d'anys. Se n'han trobat restes fòssils a Nova Gal·les del Sud i Queensland (Austràlia). Es tracta de l'única espècie del gènere Euryzygoma. Es calcula que pesava uns 500 kg. Es diferenciava dels altres membres de la seva família pel fet de tenir els ossos zigomàtics atrompetats. El nom genèric Euryzygoma significa ‘jou ample’, en referència a la mida dels ossos zigomàtics.